# Wadim Stiekłow
Wadim Aleksandrowicz Stiekłow (ur. 24 marca 1985 w Moskwie) – rosyjski piłkarz występujący na pozycji obrońcy lub pomocnika. Od 2015 roku zawodnik Arsienału Tuła.